# Ius legitimus vetus
È la definizione che parte della dottrina dà del complesso di norme sorto per integrare e correggere il ius Quiritium (cioè il complesso di norme originate dai mòres maiòrum, tipiche della civiltà romana arcaica).
Il ius legitimus vetus era composto dalle leggi concesse al popolo dagli antichi patrizi attraverso il rex; il suo nucleo centrale fu costituito dalle leggi delle XII Tavole [vedi lex XII Tabulàrum].